# Monts Tcherski (Transbaïkalie)
Pour les articles homonymes, voir Tcherski (homonymie).
Ne doit pas être confondu avec les monts Tcherski en Iakoutie.
Les monts Tcherski (en russe : Хребе́т Че́рского, Khrebet Tcherskogo) sont un massif montagneux de Transbaïkalie au cœur de la Sibérie, en Russie.

## Toponymie
Ils sont nommés d'après Jan Czerski.

## Géographie
Le massif se situe sur la rive droite de l'Ingoda et de la Karenga. Son point culminant est le mont Tchinkingan avec ses 1 644 mètres d'altitude.